# Anna Nordqvist
Anna Maria Nordqvist (ur. 10 czerwca 1987 w Eskilstunie) – szwedzka zawodowa golfistka. Zdobywczyni licznych tytułów indywidualnych i drużynowych jako amatorka. Przeszła na zawodowstwo w grudniu 2008. Przed sezonem 2009 za pierwszym podejściem wywalczyła prawo gry na obu największych tourach kobiecego golfa – LPGA Tour i Ladies European Tour. W swoim piątym zawodowym starcie na LPGA Tour wygrała wielkoszlemowy turniej LPGA Championship.

## Życie osobiste
Nordqvist jest córką Urbana i Marii Nordqvist.
Ojciec Anny jest policjantem, a matka farmaceutką. Ma dwóch braci: starszego Mikaela oraz młodszego Mattiasa – również golfisty.
Zanim skupiła się całkowicie na golfie Nordqvist uprawiała siedem różnych dyscyplin sportowych.

## Kariera amatorska
Nordqvist zaczęła grać w golfa w wieku 13 lat. W 2004 wygrała Mistrzostwa Szwecji Juniorów w kategorii dziewcząt. Rok później triumfowała w British Open Amateur Championship Dziewcząt oraz była członkiem europejskiej drużyny podczas Junior Solheim Cup, gdzie była jedyną niepokonaną zawodniczką swojego zespołu.
W 2006 i 2007 była wicemistrzynią British Open Amateur Championship, zawodach które w końcu wygrała w 2008.
W 2007 w swoim pierwszym starcie w wielkoszlemowym Women's British Open przeszła cuta i zajęła ostatecznie 58. miejsce. Rok później w tym samym turnieju zajmując 42. miejsce zdobyła nagrodę Smyth Salver przyznawaną najlepszej amatorce.
Również w 2008 wygrała mistrzostwa Szwecji match play.

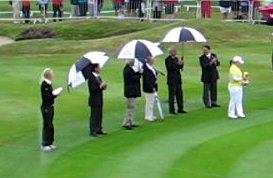
Anna Nordqvist (pierwsza z lewej) podczas ceremonii dekoracji Women's British Open 2008

W Women's World Amateur Team Championships, znanym również jako Espirito Santo Trophy, wraz z koleżankami z reprezentacji Szwecji wywalczyła pierwsze miejsce, a indywidualnie była druga za Caroline Hedwall.
Pozostałe drużynowe osiągnięcia Nordqvist uwzględniają zwycięstwa w 2006 European Lady Junior Team Championship,
2007 Vagliano Trophy
oraz 2008 European Ladies Amateur Team Championship.
Poza dwoma wspomnianymi startami w Women's British Open Nordqvist czterokrotnie brała udział w Scandinavian TPC z kalendarza Ladies European Tour. Podczas debiutu w 2005 nie przeszła cuta i zajęła ex aequo 92. miejsce.
Rok później była już jednak 23,
a dwa lata później 33.
Za czwartym razem poszło jej najlepiej i zajęła ex aequo szóste miejsce – tylko jedno uderzenie za wiceliderkami.
W listopadzie 2005 Nordqvist została studentką Arizona State University, który odtąd reprezentowała w rozgrywkach akademickich.
Już w lutym 2007 zajęła drugie miejsce ex aequo w Arizona Wildcat Invitational.
Niedługo potem w kwietniu wraz z drużyną Arizona State Sun Devils wygrała 2007 PING ASU Invitational, sama odbierając honory najlepszego gracza z rekordowym wynikiem 206 uderzeń (10 poniżej par).
Tego samego miesiąca w Women's Pac-10 Golf Championship zajęła drugie miejsce przegrywając w dogrywce z Tiffany Joh.
We wrześniu indywidualnie i drużynowo zajęła drugie miejsce w Mason Rudolph Women's Championship.
Podczas 2008 PING ASU Invitational była bliska powtórzenia sukcesu sprzed roku, ale przegrała w dogrywce z Dewi Schreefel.
Podczas 2008 NCAA Fall Preview czynnie przyczyniła się do zwycięstwa swojej drużyny zdobywając drugie miejsce w klasyfikacji indywidualnej.
W październiku zdobyła drugi indywidualny tytuł w barwach Sun Devils triumfując w The Derby Invitational.
W rezultacie podjętej decyzji o przejściu na zawodowstwo opuściła mury Arizona State University w grudniu 2008.

## Kariera zawodowa
Na początku grudnia 2008 Nordqvist wzięła udział w turnieju kwalifikacyjnym do LPGA Tour. Z wynikiem -3 (74-71-72-69-71=357) zajęła 25. miejsce ex aequo i otrzymała kartę na sezon 2009. Miesiąc później Nordqvist walczyła o kartę Ladies European Tour podczas turnieju w La Mandze w Hiszpanii. Wygrała kwalifikacje i zdobyła kartę LET uzyskując wynik -13 uderzeń (75-69-67-68=279).
Pod koniec stycznia 2009 Nordqvist wraz z dwoma innymi młodymi golfistami otrzymała stypendium w wysokości 75.000 koron od szwedzkiego PGA Future Fund.
Na początku sezonu 2009 Nordqvist zdążyła zagrać w czterech turniejach LPGA, najlepsze miejsce (ex aequo 17.) zajmując w Corona Championship.
W maju 2009 po raz pierwszy jako zawodowiec zagrała na Ladies European Tour zajmując 10. miejsce ex aequo w Deutsche Bank Ladies Swiss Open.
Przełomowy moment nastąpił w czerwcu 2009 kiedy to Nordqvist wystartowała w drugim tego roku turnieju wielkoszlemowym LPGA Championship. Po pierwszej rundzie zajmowała drugie miejsce z jednym uderzeniem straty do Nicole Castrale ale w kolejnych rundach to inne zawodniczki musiały ją gonić. Ostatecznie zakończyła mistrzostwa na pierwszym miejscu z czterema uderzeniami przewagi nad Lindsey Wright z Australii.
Do końca sezonu jej najgorszym startem było 51. miejsce w Women's British Open 2009, poza tym regularnie kończyła zawody w pierwszej pięćdziesiątce i przeszła wszystkie cuty.
Kolejny sukces Nordqvist przyszedł podczas kończącego sezon LPGA Tour Championship. Uciążliwe opady deszczu spowodowały, że zawody te skrócono do trzech rund a finałową rundę zakończono w poniedziałek. Szwedce nie przeszkodziło to i z rundy na rundę grała coraz lepiej. 65 uderzeń ostatniego dnia pozwoliło jej triumfować z dwoma uderzeniami nad Loreną Ochoa.
Poza wspomnianym Deutsche Bank Ladies Swiss Open Norqvist wystąpiła jeszcze w pięciu turniejach Ladies European Tour. W ostatnich trzech kończyła na miejscu w pierwszej dziesiątce, w tym jako wicemistrzyni Madrid Ladies Masters, w którym przegrała w dogrywce przeciwko Azaharze Muñoz.
Bardzo dobre występy Szwedki zaowocowały otrzymaniem przez nią dzikiej karty do występu w drużynie Europy podczas meczów Solheim Cup 2009. Nordqvist zrewanżowała się kapitan Alison Nicholas zdobywając dwa punkty w czterech meczach.
W swoim debiutanckim roku jako zawodowiec Nordqvist zajęła 10. i 13. miejsce na listach zarobków odpowiednio LPGA i LET.
W ostatnich notowaniach Rolex Ranking w 2009 roku znalazła się na 7. miejscu, a obecnie (luty 2010) okupuje najlepsze w karierze 4. miejsce.
W podsumowaniu sezonu 2009 Nordqvist została nagrodzona tytułem LET Rookie of the Year oraz Årets Golfare 2009 (szwedzki golfista roku).
Na przełomie 2009/2010 Nordqvist przeprowadziła się z Arizony na Florydę skąd ma bliżej do swojego trenera oraz skąd łatwiej jej podróżować na turnieje LPGA i LET.

## Zawodowe wygrane (2)

### LPGA Tour (2)
| Legenda                            |
| ---------------------------------- |
| Wielki szlem (1)                   |
| Pozostałe zwycięstwa LPGA Tour (1) |

| Lp. | Data                   | Turniej                | Zwycięski wynik       | Końcowa przewaga | 2. miejsce     |
| --- | ---------------------- | ---------------------- | --------------------- | ---------------- | -------------- |
| 1.  | 14 czerwca 2009(dts)   | LPGA Championship      | -15 (66-70-69-68=273) | 4 uderzenia      | Lindsey Wright |
| 2.  | 23 listopada 2009(dts) | LPGA Tour Championship | -13 (70-68-65=203)    | 2 uderzenia      | Lorena Ochoa   |

## Wyniki w turniejach wielkoszlemowych

### Zwycięstwa (1)
| Rok  | Zawody            | Po 54 dołkach        | Wynik                 | Przewaga    | 2. miejsce     |
| ---- | ----------------- | -------------------- | --------------------- | ----------- | -------------- |
| 2009 | LPGA Championship | 2 uderzenia przewagi | -15 (66-70-69-68=273) | 4 uderzenia | Lindsey Wright |

## Wyniki w turniejach wielkoszlemowych
| Turniej                    | 2007 | 2008 | 2009 |
| -------------------------- | ---- | ---- | ---- |
| Kraft Nabisco Championship | DNP  | DNP  | DNP  |
| LPGA Championship          | DNP  | DNP  | 1    |
| U.S. Women's Open          | DNP  | DNP  | 26=  |
| Women's British Open       | T58  | T42† | 51=  |

| Turniej                    | 2010 |
| -------------------------- | ---- |
| Kraft Nabisco Championship | 10=  |
| LPGA Championship          |      |
| U.S. Women's Open          |      |
| Women's British Open       |      |

† nagroda Smyth Salver dla najlepszego amatora
DNP = nie brała udziału.

CUT = nie przeszła cuta.

"T" = ex aequo

Zielone tło dla wygranych. Żółte tło dla miejsca w pierwszej dziesiątce.

## Podsumowanie wyników na LPGA Tour
| Sezon | Liczba startów | Zrobione cuty | Wygrane | 2. miejsca | 3. miejsca | Top 10 | Najlepsze miejsce | Zarobki (USD) | Pozycja na liście zarobków | Średnia uderzeń |
| ----- | -------------- | ------------- | ------- | ---------- | ---------- | ------ | ----------------- | ------------- | -------------------------- | --------------- |
| 2009  | 17             | 17            | 2       | 0          | 0          | 5      | 1                 | 871.785       | 15                         | 70,78           |

## Podsumowanie wyników na LET
| Sezon | Liczba startów | Zrobione cuty | Wygrane | 2. miejsca | 3. miejsca | Top 10 | Najlepsze miejsce | Zarobki (€) | Pozycja na liście zarobków | Średnia uderzeń |
| ----- | -------------- | ------------- | ------- | ---------- | ---------- | ------ | ----------------- | ----------- | -------------------------- | --------------- |
| 2005  | 1              | 0             | 0       | 0          | 0          | 0      | T92               | n/d†        | n/d                        | 79,00           |
| 2006  | 1              | 1             | 0       | 0          | 0          | 0      | T23               | n/d†        | n/d                        | 72,75           |
| 2007  | 2              | 2             | 0       | 0          | 0          | 0      | T33               | n/d†        | n/d                        | 75,25           |
| 2008  | 2              | 2             | 0       | 0          | 0          | 1      | T6                | n/d         | n/d                        | 70,57           |
| 2009  | 6              | 6             | 0       | 1          | 0          | 4      | 2                 | 100.967     | 13                         | 70,87           |

## Osiągnięcia w Solheim Cup
| Rok              | Suma meczów | Łączne W-P-R | Pojedynki W-P-R                        | 4somes W-P-R                                                           | 4balls W-P-R                           | Zdobyte punkty | Skuteczność |
| ---------------- | ----------- | ------------ | -------------------------------------- | ---------------------------------------------------------------------- | -------------------------------------- | -------------- | ----------- |
| W całej karierze | 4           | 2-2-0        | 0-1-0                                  | 1-1-0                                                                  | 1-0-0                                  | 2              | 50%         |
| 2009             | 4           | 2-2-0        | 0-1-0 przegr. przeciwko M. Pressel 3&2 | 1-1-0 wygr. w parze z M. Hjorth 3&2, przegr. w parze z M. Hjorth 2down | 1-0-0 wygr. w parze z S. Pettersen 2up | 2              | 50%         |